# IPhone 6 Plus
Az iPhone 6 Plus az Apple Inc. okostelefonja, amelyet 2014. szeptember 9-én mutatott be az Apple. Két készüléket mutatott be egyszerre a cég, a 4,7 colos iPhone 6, és az 5,5 colos iPhone 6 Plus készüléket. A két készülék mellett a sajtóeseményen bemutatták az Apple okosóráját, az Apple Watchot is.

## Története
Az Apple Inc. az utóbbi évek során elszenvedett némi piacvesztést az okostelefonok terén, ami az iPhone készülékek 3,5-4 colos képernyőinek köszönhető az okostelefon piacon megjelent egyre nagyobb kijelzőjű telefonokkal szemben. Ezért 2014. januári hírek szerint az Apple arra készült, hogy a következő iPhone 4,7 és 5,5 colos kijelzőt fog kapni. A korai hírek szintén találgattak arról, hogy az Apple új készülékein bemutat egy a Near Field Communication technológián alapuló mobilfizetési platformot.
A készüléket szeptember 9-én mutatta be a Flint Centerben Cupertinóban, forgalmazása szeptember 19-én kezdődött kilenc országban (USA, Kanada, Egyesült Királyság, Németország, Franciaország, Ausztrália, Hongkong, Szingapúr, Japán, az évsorán további 115 országban vált elérhetővé. Az készülék elődei, a iPhone 5C és iPhone 5S továbbra is kapható. Az iPhone 6 az új iOS 8 operációs rendszerrel érkezett.
A készülékek gyártói a Foxconn és a Pegatron, amelyek 50 millió készüléket tervezett idén legyártani. A kiszivárgott információk szerint a készülék 2915 mAh-s akkumulátort kap.

## Fogadtatás
A szeptember 9-i bemutatót követően a közösségi oldalakon vegyes fogadtatásra lelt mind a két új iPhone-készülék, mind az Apple Watch. Egyes vélemények szerint kevés volt az újdonság, nevetségesnek tartották a bemutatót, mások alig várták, hogy kipróbálhassák őket. A szeptember 19-től árusított készülékekre szeptember 12-én indult az előrendelési időszak, amelynek első órájában a legtöbb európai országban el is fogyott a készlet, pedig a cég az eddigieknél nagyobb mennyiséggel készült az új készülékből. Amerikában az iPhone 6 Plus teljesen elfogyott az első nap délelőttjére. Az Apple bejelentése szerint tíz millió darab fogyott el az első hétvégén a két készülékből, amely új rekord lett a cég történetében.